# Jožef Čok
Jožef Čok, slovenski tigrovec, * 8. december 1899, Lokev, Sežana, † 18. avgust 1974, Lokev.

## Življenje in delo
Oče Jožef je imel do leta 1937 v Lokvi gostilno, v njej je delal tudi sin. Mati mu je bila Katarina (rojena Gregorčič). Po zaprtju gostilne sta se oba preživljala z zidarstvom. Leta 1928 ga je obiskal Jakob Sajevic iz Hruševja in ga pridobil za delo v organizaciji TIGR. Čok je šel vsak teden v Hruševje k Sajevcu po literaturo in drug prepovedan material, katerega je dobival tudi od Franca Boleta iz Tomaja ter Ivana Marca in Ivana Škrjanca iz Bazovice. V stikih je bil tudi z bazoviškimi junaki Bidovcem,
Marušičem in Milošem, ki so ga obiskovali na domu. Svojo mrežo sodelavcev je imel na Jezeru pri Bazovici, Gradišču pri Divači, Divači, Vrhpolju pri Kozini, Štanjelu in drugod po Krasu. Sodeloval je pri pripravah na požig otroškega vrtca v Lokvi. Ob usmrtitvi Vladimira Gortana je v Lovi z barvo po zidovih pisal: »Slava Vladimiru Gortanu, smrt Mussoliniju«. Fašisti so v zaprli in zasliševali okoli 20 ljudi, a Čoka niso odkrili. Po letu 1930 se je povezal s tigrovcem Francem Udovičem, trgovcem v Trstu in z njim pomagal italijanskim antifašistom pri begu v Kraljevino Jugoslavijo. V začetku leta 1943 se je vključil v narodnoosvobodilno borbo, nabavljal živino, zbiral orožje in drug vojaški material. Izdeloval je tudi ponarejene osebne dokumente in sodeloval pri odhodu pripadnikov nemške vojske ruske narodnosti k partizanom.